# Hirudisoma carniolense
Hirudisoma carniolense är en mångfotingart som först beskrevs av Karl Wilhelm Verhoeff 1899.  Hirudisoma carniolense ingår i släktet Hirudisoma och familjen Hirudisomatidae. Inga underarter finns listade i Catalogue of Life.